# Ponte do Rol
Ponte do Rol é uma povoação portuguesa sede da Freguesia de Ponte do Rol do Município de Torres Vedras, freguesia com 9,77 km² de área e 2547 habitantes (censo de 2021), tendo, por isso, uma densidade populacional de 260,7 hab./km².
A Freguesia de Ponte do Rol encontra-se a cerca de 4 km de Torres Vedras. Situa-se na margem direita do Rio Sizandro, e é composta pelos lugares de Ponte do Rol, Bemposta, Benfica, Gondruzeira, Calvo, Gibraltar, Soito e diversos casais.

## Toponínimia
O nome de Ponte do Rol deve a sua origem à passagem de um dos reis portugueses por aquele lugar, ao qual pedindo-lhe o povo que lhes mandasse fazer uma ponte sobre o rio Sizandro, ele prometeu-lhes que sim, tornando o povo na despedida a lembrá-lo, ao que ele respondeu "vai na ponta do rol".

## História
Sobre o passado da freguesia, os factos tendem a apoiar-se em factores de ordem geográfica. Ao que parece, houve tempos em que o mar ganhava mais espaço à terra. Bem perto da zona marítima, naquela que era então a foz do rio Sizandro, os romanos fizeram crescer uma vila de certa importância económica a que chamaram de Gibraltar.
Com a chegada dos romanos à Península Ibérica no século III a.C., os novos lusitanos foram obrigados a abandonar os seus castros, no alto dos montes, e a descer para os vales fluviais, mais férteis e produtivos.
A romanização fez-se sentir primeiro na instalação de novos povoamentos, mas também na técnica de construção das habitações, na construção de estradas e de pontes, e a nível económico e financeiro, a alteração profunda do regime fiscal e a introdução de novas técnicas agrícolas.
A fundação da freguesia terá ocorrido em 1530, exactamente no mesmo ano em que foi concluída a igreja paroquial, dedicada a Nossa Sr.ª da Conceição.
Para além da igreja paroquial, existe um cruzeiro, quatro fontanários, várias casas antigas, nove poços, duas pontes e dois moinhos, um dos quais ainda em actividade, na Gondruzeira. A Quinta da Palha, brasonada e com capela, é o mais importante bem arquitectónico de Ponte do Rol. A igreja paroquial terá sido construída no século XVI.
A nível económico a freguesia de Ponte do Rol foi uma das que sofreram um maior desenvolvimento, dentro do município.

## Demografia
A população registada nos censos foi:
| Distribuição da População por Grupos Etários | Distribuição da População por Grupos Etários | Distribuição da População por Grupos Etários | Distribuição da População por Grupos Etários | Distribuição da População por Grupos Etários |
| -------------------------------------------- | -------------------------------------------- | -------------------------------------------- | -------------------------------------------- | -------------------------------------------- |
| Ano                                          | 0-14 Anos                                    | 15-24 Anos                                   | 25-64 Anos                                   | > 65 Anos                                    |
| 2001                                         | 312                                          | 289                                          | 1132                                         | 348                                          |
| 2011                                         | 376                                          | 286                                          | 1346                                         | 436                                          |
| 2021                                         | 359                                          | 265                                          | 1337                                         | 586                                          |

## Património
- Moinho na Gondruzeira